# 胡忠諒
胡忠諒（越南语：／，1860年—？年），越南阮朝官員。

## 生平
胡忠諒是廣南省奠磐府濰川縣和美總安養社（今屬廣南省濰川縣）人，嗣德十三年（1860年）出生。成泰三年（1891年），胡忠諒參加承天場鄉試，考中舉人。次年（1892年），會試中格，庭試考中進士。後歷任思義知府、北圻統使府廉訪使、平定、廣南督學。維新九年（1915年）擔任清化場鄉試副主考。